# Lamprochernes procer
Lamprochernes procer är en spindeldjursart som först beskrevs av Simon 1878.  Lamprochernes procer ingår i släktet Lamprochernes och familjen blindklokrypare. Inga underarter finns listade i Catalogue of Life.